# Condado de Frío
El condado de Frío es uno de los 254 condados del estado estadounidense de Texas. La sede del condado es Pearsall, al igual que su mayor ciudad. El condado tiene un área de 2.938 km² (de los cuales 3 km² están cubiertos por agua) y una población de 16.252 habitantes, para una densidad de población de 6 hab/km² (según censo nacional de 2000). Este condado fue fundado en 1858.

## Toponimia
El condado toma su nombre del río Frío, un río tributario del río Nueces. Frío es una palabra española que deriva del latín frigĭdus, que se refiere a un cuerpo (en este caso el agua), que tiene una temperatura muy inferior a la ordinaria del ambiente.

## Demografía
Para el censo de 2000, había 16.252 personas, 4.743 cabezas de familia, y 3.642 familias residiendo en el condado. La densidad de población era de 14 habitantes por milla cuadrada.
La composición racial del condado era:
- 71,86% blancos
- 4,87% negros o negros americanos
- 0,58% nativos americanos
- 0,41% asiáticos
- 0,02% isleños
- 19,76% otras razas
- 2,50% de dos o más razas.

Había 4.743 cabezas de familia, de las cuales el 40,70% tenían menores de 18 años viviendo con ellas, el 55,20% eran parejas casadas viviendo juntas, el 16,00% eran mujeres cabeza de familia monoparental (sin cónyuge), y 23,20% no eran familias.
El tamaño promedio de una familia era de 3,44 miembros.
En el condado el 28,70% de la población tenía menos de 18 años, el 11,20% tenía de 18 a 24 años, el 30,80% tenía de 25 a 44, el 18,70% de 45 a 64, y el 10,60% eran mayores de 65 años. La edad promedio era de 31 años. Por cada 100 mujeres había 121,40 hombres. Por cada 100 mujeres mayores de 18 años había 130,20 hombres.

## Economía
Los ingresos medios de una cabeza de familia del condado eran de USD$24.504 y el ingreso medio familiar era de $26.578. Los hombres tenían unos ingresos medios de $23.810 frente a $16.498 de las mujeres. El ingreso per cápita del condado era de $16.069. El 24,50% de las familias y el 29,00% de la población estaban debajo de la línea de pobreza. Del total de gente en esta situación, 36,20% tenían menos de 18 y el 30,40% tenían 65 años o más.